# Kassotis
Kassotis (altgriechisch Κασσοτίς Kassotís) ist in der griechischen Mythologie eine Quellnymphe am Berg Parnass.
Nach Pausanias bereiteten sich die Pythia (die Priesterin des Apollon Pythios in Delphi) und der Prophet Klaros auf ihre Aufgaben vor, indem sie Wasser aus der nach ihr benannten Kassotisquelle in Delphi tranken.